# Жилін Віктор Сергійович
Віктор Сергійович Жилін (рос. Виктор Сергеевич Жи́лин; 29 серпня 1923, П'ятигорськ, РРФСР, СРСР — 3 квітня 2002) — радянський кінорежисер. Був членом Спілки кінематографістів України.

## Життєпис
Народився в родині інженера-будівельника. Учасник німецько-радянської війни.
Закінчив режисерський факультет Всесоюзного державного інституту кінематографії (1951).
Працював скульптором бутафорського цеху Центральної об'єднаної кіностудії в Алма-Аті (1943—1945), був асистентом режисера на кіностудії ім. М. Горького у фільмах «Чук і Гек», «Налім», «Самовпевнений Карандаш», асистентом режисера з дубляжу.
З 1956 р. працював на Одеській студії художніх фільмів, де здійснив постановку кінокартин.

## Фільмографія
- 1956: «Моя дочка»
- 1959: «Виправленому вірити»
- 1961: «Водив поїзди машиніст»
- 1965: «Пастка»
- 1967: «Особлива думка»
- 1970: «Чортова дюжина»
- 1976: «Легко бути добрим»